# Diocèse de Baní
Le diocèse de Baní (en latin : Dioecesis Baniensis ; en espagnol : Diócesis de Baní) est un diocèse de l'Église catholique en République dominicaine, suffragant de l'archidiocèse de Saint-Domingue.

## Territoire

Diocèse de Baní

Le diocèse comprend les provinces de Peravia, San Cristóbal et San José de Ocoa. Il possède un territoire d'une superficie de 892 km2 divisé en 26 paroisses. Le siège épiscopal est à Baní où se trouve la cathédrale de Notre-Dame de la Règle.

## Histoire
Le diocèse est érigé le 8 novembre 1986 par la constitution apostolique Spiritali Christifidelium du pape Jean-Paul II en prenant sur le territoire de l'archidiocèse de Saint-Domingue.

## Évêques
- Príamo Pericles Tejeda Rosario (1986-1997)
- Freddy de Jesús Bretón Martínez (1998-2015) nommé archevêque de Santiago de los Caballeros
- Víctor Emilio Masalles Pere (2016-2023)
- Faustino Burgos Brisman (2024-  )